# Avella
Avella – miejscowość i gmina we Włoszech, w regionie Kampania, w prowincji Avellino.
Według danych na 1 stycznia 2022 roku gminę zamieszkiwało 7561 osób (3670 mężczyzn i 3891 kobiet).